# Southwest Chief

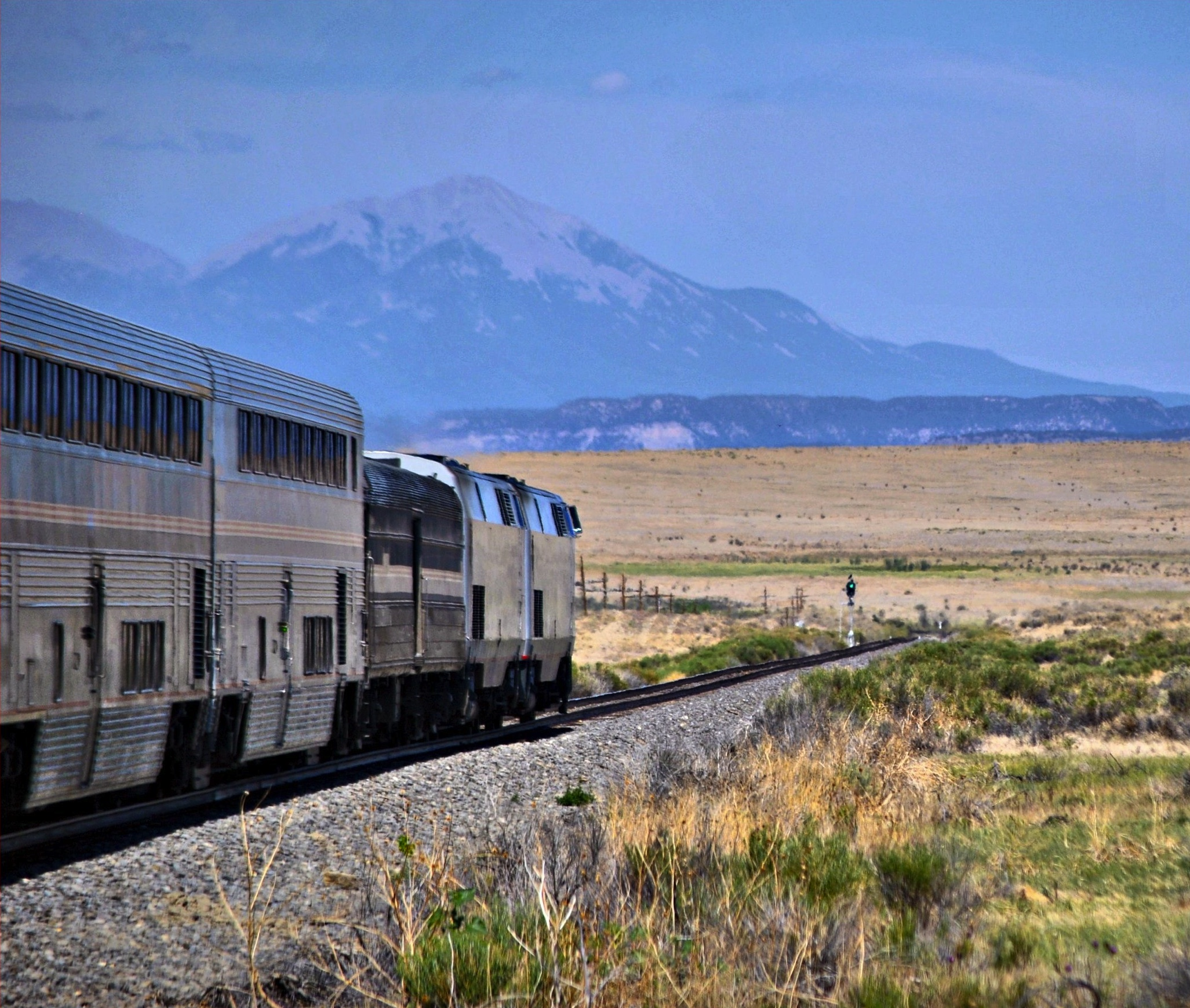
Southwest Chief Richtung Westen, im Hintergrund die Sangre de Cristo Range

Der Southwest Chief ist ein amerikanischer transkontinentaler Fernschnellzug, der die 3.588 Kilometer lange Strecke zwischen Chicago und Los Angeles über Kansas City, Albuquerque und Flagstaff befährt.

## Streckenverlauf
Die Strecke führt von Chicago etwa diagonal in südwestlicher Richtung durch die Bundesstaaten Illinois und Iowa nach Kansas City und weiter parallel zum ehemaligen Santa Fe Trail durch Missouri, Kansas und Colorado in den Bundesstaat New Mexico. In ost-westlicher Richtung verlaufend wird Arizona durchquert. Schließlich führt die Strecke durch die Mojave-Wüste und über den Cajon-Pass, bevor das an der kalifornischen Pazifikküste gelegene Los Angeles erreicht wird. Die gesamte (normalspurige) Strecke ist im Besitz der BNSF Railway und ist nicht elektrifiziert. Die bekannte Route 66 hat die gleichen Endstellen, verläuft aber nur westlich von Albuquerque in großen Teilen parallel zur Bahnstrecke.

## Geschichte
Der heutige Zug ging aus dem Expresszug Super Chief der Atchison, Topeka and Santa Fe Railway hervor, der auf der gleichen Route verkehrte. Nachdem 1971 der Personenverkehr durch Amtrak übernommen worden war, erfolgte 1974 zunächst die Umbenennung des Zuges in Southwest Limited und 1984 schließlich in Southwest Chief.

Am 27. Juni 2022 entgleiste der Zug auf der Fahrt nach Chicago bei Mendon, Missouri, als er auf einem unbeschrankten Bahnübergang mit einem Muldenkipper zusammenstieß. Bei dem Unfall starben drei Fahrgäste und der Fahrer des Lkw. 

## Der Zug heute
Der Zug wird heute von Amtrak betrieben und befährt die Strecke täglich in beiden Richtungen. Der westwärts fahrende Zug trägt die Zugnummer 3, der ostwärts fahrende die Zugnummer 4. Die Fahrzeit für die Gesamtstrecke beträgt mehr als 43,5 Stunden. Der Southwest Chief ist damit der schnellste transkontinentale Zug Nordamerikas.
Zum Einsatz kommen Superliner-Doppelstockwagen als Schlaf- und Sitzwagen. Auch ein Speisewagen, ein Aussichtswagen und ein Gepäckwagen werden mitgeführt. Gezogen wird der Zug in der Regel von zwei bis vier Diesellokomotiven des Typs P42 der Amtrak.
In Flagstaff besteht Anschluss mit einem Shuttlebus nach Williams (Arizona) an die touristisch interessante Grand Canyon Railway, welche die dortige Zweigstrecke zum Südrand des Grand Canyons befährt. Bis zum 31. Dezember 2017 hielt der Zug direkt in Williams (Arizona), jedoch abgelegen außerhalb des Stadtzentrums.
In Los Angeles besteht unter anderem Anschluss an den Coast Starlight in Richtung San Francisco/Oakland-Seattle sowie in Richtung San Diego. Chicago bietet als Knotenpunkt des nordamerikanischen Eisenbahnverkehrs vielfältige Anschlussmöglichkeiten. Weitere Zweigstrecken mit Personenverkehr führen von Kansas City Richtung St. Louis, von Lamy nach Santa Fe und von Albuquerque in Richtung Belen und Sandoval. Darüber hinaus bestehen vielfältige Bus-Anschlüsse entlang der Strecke. Sämtliche Anschlüsse werden unter dem Namen Amtrak Thruway Connections vermarktet. Der Zug hält auch in Las Vegas (New Mexico) (nicht zu verwechseln mit Las Vegas (Nevada), zu welchem Bus-Anschlüsse vom Bahnhof Kingman (Arizona) aus bestehen).